# Jeanne de Naples (tragédie)
Pour les articles homonymes, voir Jeanne de Naples.
Jeanne de Naples est une tragédie en cinq actes et en vers de Jean Magnon, publiée en 1656. La pièce compte 1 458 alexandrins.

## Personnages
- Jeanne, reine de Naples ;
- Le roi, son mari ;
- Le roi de Hongrie, son beau-frère ;
- Le comte de Duras (Durazzo), grand seigneur de Naples ;
- La Catanoise, favorite de la reine ;
- Le sénéchal de Naples, fils de la Catanoise ;
- Gardes, soldats.

La scène est au château de L'Œuf, à Naples.

## Publication
Dans la préface de sa tragédie, Jean Magnon rend un hommage collectif à « l'inimitable Corneille, au pompeux de Scudéry, à l'ingénieux Desmarets, au fécond Rotrou, au grave du Ryer, au délicat Tristan […] au subtil et enjoué Scarron, et à l'agréable Boisrobert ».